# Cristina Martín-Prieto
Cristina Martín-Prieto Gutiérrez (Siviglia, 14 marzo 1993) è una calciatrice spagnola, attaccante del Benfica e della nazionale spagnola.

## Carriera

### Club
Dopo essersi tesserata con il Peña Rociera, club con sede a Dos Hermanas, alla periferia della natia Siviglia, Martín-Prieto arriva a giocare in prima squadra disputando la Primera Nacional, l'allora secondo livello del campionato spagnolo di categoria, a soli 14 anni.
La stagione successiva si trasferisce al Siviglia, dove è aggregata alla prima squadra, rimanendo legata al club per cinque stagioni, l'ultima delle quali matura 19 presenze, di cui sette da titolare, segnando 6 gol.
Durante la finestra estiva di calciomercato 2013 decide di firmare con lo Huelva, club con due stagioni più tardi vince il suo primo trofeo, la Coppa della Regina 2015, ottenuta grazie alla doppietta segnata in finale con la quale la sua squadra si impose sul Valencia per 2-1. In tutto Martín-Prieto rimane con il club di Huelva quattro stagioni, con l'ultima, la 2016-2017, parzialmente compromessa da un infortunio subito nell'ultimo incontro di Primera División 2015-2016 con la Real Sociedad dove si procura una distorsione di terzo grado del terzo distale del legamento collaterale interno del ginocchio destro, problema che le farà saltare anche tutta la Coppa 2016.
Nel 2017 si accorda con il Granadilla Tenerife firmando un contratto triennale con sede a Granadilla de Abona, nelle isole Canarie, dove diventa un punto di riferimento nel reparto offensivo. Sotto la guida tecnica di Antonio García Ayala debutta con la nuova maglia alla 1ª giornata di campionato nel pareggio esterno per 1-1 con il Rayo Vallecano, andando a rete per la prima volta qualche mese più tardi fissando il risultato sul 3-1 in trasferta sul Madrid CFF. Con il club canario rimane per la maggior parte della carriera, decidendo alla fine della terza stagione di rinnovare il contratto per altri due anni per poi superare le 100 presenze in campionato con l'incontro vinto in casa il 28 marzo 2021 per 3-1 con l'Athletic Bilbao.
Nel luglio 2022 viene annunciato il suo ritorno al Siviglia, a otto anni dalla sua prima esperienza con la casacca rojiblanca, firmando un contratto biennale. A disposizione del tecnico argentino Cristian Toro, nei due campionati matura 59 presenze saltando solo un incontro di Primera División, andando a rete in 29 occasioni, migliore realizzatrice della squadra nelle due stagioni e terza, con 17 reti, nella classifica cannonieri 2023-2024 dopo le blaugrana Caroline Graham Hansen (21) e Salma Paralluelo (20).
Libera da vincoli contrattuali nel luglio 2024 coglie l'occasione per il suo primo impegno professionale all'estero, sottoscrivendo un impegno fino al giugno 2026 con le campionesse di Portogallo in carica del Benfica nell'ambito di un consolidamento del reparto offensivo anche in vista degli impegni di UEFA Women's Champions League.

### Nazionale
Nonostante i già raggiunti trent'anni d'età, e senza aver mai indossato la maglia della nazionale spagnola, nemmeno nelle giovanili, grazie alle prestazioni offerte in campionato Martín-Prieto viene convocata dalla selezionatrice Montserrat Tomé nel corso del 2023 con la nazionale maggiore, inserita in rosa nel settembre di quell'anno in occasione degli incontri del gruppo 4 della Lega A della prima edizione della UEFA Women's Nations League, senza essere poi impiegata. Per il debutto deve attendere l'anno successivo, chiamata per le amichevoli con Canada e Italia del 25 e 29 ottobre 2024, scendendo in campo in entrambe le partite, decisiva nel pareggio in rimonta per 1-1 nella prima, siglando all'88' la sua prima rete al debutto in nazionale dopo che le canadesi erano passate in vantaggio con la sua compagna di club Marie-Yasmine Alidou, e partendo titolare nel pareggio, nuovamente per 1-1, con le Azzurre.

## Statistiche

### Cronologia presenze e reti in nazionale
| Cronologia completa delle presenze e delle reti in nazionale ― Spagna | Cronologia completa delle presenze e delle reti in nazionale ― Spagna | Cronologia completa delle presenze e delle reti in nazionale ― Spagna | Cronologia completa delle presenze e delle reti in nazionale ― Spagna | Cronologia completa delle presenze e delle reti in nazionale ― Spagna | Cronologia completa delle presenze e delle reti in nazionale ― Spagna | Cronologia completa delle presenze e delle reti in nazionale ― Spagna | Cronologia completa delle presenze e delle reti in nazionale ― Spagna |
| Data                                                                  | Città                                                                 | In casa                                                               | Risultato                                                             | Ospiti                                                                | Competizione                                                          | Reti                                                                  | Note                                                                  |
| --------------------------------------------------------------------- | --------------------------------------------------------------------- | --------------------------------------------------------------------- | --------------------------------------------------------------------- | --------------------------------------------------------------------- | --------------------------------------------------------------------- | --------------------------------------------------------------------- | --------------------------------------------------------------------- |
| 25-10-2024                                                            | Almendralejo                                                          | Spagna                                                                | 1 – 1                                                                 | Canada                                                                | Amichevole                                                            | 1                                                                     | 74’                                                                   |
| 29-10-2024                                                            | Vicenza                                                               | Italia                                                                | 1 – 1                                                                 | Spagna                                                                | Amichevole                                                            | -                                                                     | 68’                                                                   |
| 29-11-2024                                                            | Cartagena                                                             | Spagna                                                                | 5 – 0                                                                 | Corea del Sud                                                         | Amichevole                                                            | -                                                                     | 62’                                                                   |
| 21-2-2025                                                             | Valencia                                                              | Spagna                                                                | 3 – 2                                                                 | Belgio                                                                | UEFA Women's Nations League 2025 - 1° turno                           | 1                                                                     | 82’                                                                   |
| 8-4-2025                                                              | Vigo                                                                  | Spagna                                                                | 7 – 1                                                                 | Portogallo                                                            | UEFA Women's Nations League 2025 - 1° turno                           | -                                                                     | 77’                                                                   |
| 3-7-2025                                                              | Berna                                                                 | Spagna                                                                | 5 – 0                                                                 | Portogallo                                                            | Euro 2025 - 1° turno                                                  | 1                                                                     | 77’                                                                   |
| 7-7-2025                                                              | Thun                                                                  | Spagna                                                                | 6 – 2                                                                 | Belgio                                                                | Euro 2025 - 1° turno                                                  | -                                                                     | 73’                                                                   |
| 23-7-2025                                                             | Zurigo                                                                | Germania                                                              | 0 – 1 dts                                                             | Spagna                                                                | Euro 2025 - Semifinale                                                | -                                                                     | 103’                                                                  |
| Totale                                                                |                                                                       | Presenze                                                              | 8                                                                     |                                                                       | Reti                                                                  | 3                                                                     |                                                                       |

## Palmarès

### Club
- Campionato portoghese: 1

Benfica: 2024-2025
- Coppa della Regina: 1

Huelva: 2015